# Rinat Rifkatowitsch Gilasow
Rinat Rifkatowitsch Gilasow (russisch Ринат Рифкатович Гилазов; * 17. Oktober 1987 in Magnitogorsk) ist ein russischer Sommerbiathlet.
Gilasow bestritt seine ersten internationalen Meisterschaften im Rahmen der Juniorenrennen der Sommerbiathlon-Weltmeisterschaften 2007 in Otepää, wo er bei den Crosslauf-Wettbewerben zunächst 12. des Sprints wurde. Im Massenstartrennen gewann er hinter Andrij Bohaj und Ruslan Nasirov die Bronzemedaille, mit Tatjana Belkina, Irina Maximowa und Maxim Adijew im Mixed-Staffelrennen den Titel. Ein Jahr später gewann er in Haute-Maurienne hinter Anuzar Yunusov die Silbermedaille im Crosslauf-Verfolgungsrennen, nachdem er gegen Niklas Heyser als Viertplatzierter im Sprint noch eine Medaille verpasste. Gilasow trat zudem auf Skirollern an und wurde 30. des Sprints.
Bei den Männern debütierte Gilasow in Osrblie bei den Sommerbiathlon-Europameisterschaften 2012 bei internationalen Großereignissen. Er wurde erfolgreichster Teilnehmer der Meisterschaften und gewann mit den Titeln im Sprint, der Verfolgung sowie mit Olga Prokopjewa, Irina Kudrizkaja und Rustem Dawletschin im Mixed-Staffelrennen alle möglichen Medaillen.